# Flying Home
Flying Home ist ein Jazzstandard, der von Lionel Hampton und Benny Goodman geschrieben und 1940 veröffentlicht wurde. Später hat Sid Robin dazu einen Text geschrieben. Das Up-tempo-Stück wurde zur Erkennungsmelodie von Lionel Hampton.

## Besonderheiten des Songs
Die schnelle Swing-Nummer ist in der Liedform AABA verfasst. Sie besteht im A-Teil im Wesentlichen aus einem mehrfach wiederholten 2-taktigen Riff. Der Text beschreibt jemanden, der einst seine Liebe verlassen hat und nun aber doch zurückfliegt, um zu bleiben und sein Glück zu finden.

## Entstehungsgeschichte
Das Stück entstand 1939, als Goodman mit seiner Band von Los Angeles aus nach Atlantic City flog; für Hampton wie für die meisten anderen Mitglieder der Band war dies der erste Flug. Gegen seine Angst vor dem Flug summte er vor sich hin. Goodman fragte ihn, wie das Stück heiße, worauf er antwortete: „Flying Home.“ Am gleichen Abend spielte Goodman das Stück mit seinem Quartett in Atlantic City.
Die erste Aufnahme des Stücks entstand am 6. November 1939; es wurde vom Benny Goodman Sextet eingespielt und mit Rose Room veröffentlicht; Solos hatten dabei Hampton und Charlie Christian. Im Februar 1940 wählte Hampton das Stück für eine der ersten Aufnahmen unter eigenem Namen aus. Damit erreichte er Platz 25 der amerikanischen Hitparade.

## Wirkungsgeschichte
Malcolm X erwähnt Flying Home in seiner Autobiographie als Höhepunkt eines Konzerts von Lionel Hampton, das er in seiner Jugend besuchte. Berühmt wurde der Song in einem Arrangement von Milt Buckner mit Hamptons Bigband als Feature für den Tenorsaxophonisten Illinois Jacquet, der den Song im Juni 1942 „zur heißen, röhrenden Rhythm-’n’-Blues-Schlacht werden ließ“; diese Version, die nach Gunther Schuller als ein „Vorläufer des Rock ’n’ Roll“ angesehen werden kann, platzierte sich auf Platz 23 in den amerikanischen Charts. Jacquet nahm den Song auch mit seiner eigenen Band mehrfach auf (1945, 1958). Das Stück wurde von den meisten anderen Swing-Orchestern eingespielt, etwa von Charlie Barnet (bereits 1940), Glenn Miller, Harry James, Woody Herman oder Les Brown. Hampton nahm das Stück immer wieder selbst auf, etwa mit Oscar Peterson, Svend Asmussen, Quincy Jones (Back on the Block, 1989), Buddy Tate (1991) oder Joshua Redman (1994). Als Reaktion auf Illinois Jacquet haben zahlreiche Saxophonisten den Titel interpretiert, etwa Arnett Cobb. Auch die Pioniere des Bebop spielten es bei ihren Sessions in Minton’s Playhouse und bei den Jazz-at-the-Philharmonic-Tourneen (Charlie Parker, 1949). Selbstverständlich haben auch Vibraphonisten wie Terry Gibbs, Red Norvo oder Gary Burton (2001) Flying Home gespielt. Gitarrist Russ Spiegel baut auf einer Live-Version von Charlie Christian (1941) auf, die er mit Hip-Hop-Rhythmen unterlegte.
Ella Fitzgerald nahm den Titel bereits zu Beginn ihrer Karriere 1947 in der Carnegie Hall auf und entwickelte es „zur Glanznummer ihres Scatgesangs“; 1955 spielte sie es (mit dem Orchester von Vic Shoen) wieder für das Decca Album „Lullabies of Birdland“ ein. Eine Live-Version vom Jazz Festival Montreux, im Duo mit Count Basie, 1979 erstreckte sich über mehr als sieben Minuten (Digital III at Montreux). Auch Chris Connor sang Flying Home.
1996 erhielt der Song einen Grammy Hall of Fame Award.

## Verwendungen im Film
Vor allem in den letzten Jahrzehnten ist das Stück immer wieder im Film eingesetzt worden:
- A Song is Born (1948)
- The Atomic Café (1982)
- Memphis Belle (1990)
- A League of Their Own (1992)
- Malcolm X (1992)
- The Hudsucker Proxy (1994)
- Mona Lisa Smile (2003)
- Flying Home (2011, Regie Tobias Wyss)